# Акигумо (1941)
Акигумо (яп. 秋雲 осенние облака) — японский эсминец типа «Кагэро». Длительное время причислялся к эсминцам типа «Югумо».

## История
Заложен 2 июля 1940 года на верфи Урага в Токио. Спущен 11 апреля 1941 года, вошёл в строй 27 сентября 1941 года. Участвовал в Гавайской операции в составе эскорта, прикрывавшего японские авианосцы. Участвовал в высадке в Рабауле, битве за Мидуэй, в сражении у Санта-Крус. Участвовал в высадке на Алеутах и сражении у Велья-Лавелья. 11 апреля 1944 года потоплен у Замбоанга (архипелаг Зулу) американской подводной лодкой «Redfin» в точке 06°43′ с. ш. 122°23′ в. д..